# 阿塞拜疆—愛沙尼亞關係
阿塞拜疆－愛沙尼亞關係，是指阿塞拜疆共和国和爱沙尼亚共和国之間的外交關係。兩國都曾是俄羅斯帝國和蘇聯的一部分，阿塞拜疆在塔林設有大使館，而愛沙尼亞暫未設立駐阿塞拜疆大使館，對亞塞拜然的相關事務由駐土耳其大使館兼轄。兩國都是歐洲理事會和歐安組織的正式成員。阿塞拜疆和格魯吉亞是愛沙尼亞在南高加索地區的盟友，約2,500名阿塞拜疆人居於愛沙尼亞。

## 政治關係
1996年，愛沙尼亞政府官員第一次訪問阿塞拜疆，期間愛沙尼亞外交部長與阿塞拜疆簽署了聯合聲明。2000年，阿塞拜疆國會內設立了阿塞拜疆－愛沙尼亞議會內工作組。愛沙尼亞支持阿塞拜疆加入歐洲理事會，支持阿塞拜疆融入歐洲－大西洋結構。2009年，愛沙尼亞總統托马斯·亨德里克·伊尔韦斯訪問阿塞拜疆；2010年，阿塞拜疆總統伊利哈姆·海德爾·奧格雷·阿利耶夫訪問愛沙尼亞。愛沙尼亞支持通過談判解決納戈爾諾-卡拉巴赫地區問題，而愛沙尼亞前外交部長克里斯蒂娜·O曾表示納戈爾諾-卡拉巴赫是阿塞拜疆“不可分割”的部分。阿塞拜疆正考慮向愛沙尼亞旅客提供免簽證待遇，又希望與該國發展高層政治對話，而愛沙尼亞亦有意與阿塞拜疆合作參與北約維和行動中。雖然目前兩國之間少有軍事上的合作，兩國之間國防的國防聯繫被描述為“良好、態度開放”。

## 經貿關係
阿塞拜疆和愛沙尼亞兩國之間的經貿關係正處於高水平的聯繫；雖然過去幾年兩國之間的貿易已微乎其微，但兩國的經貿關係被認為有巨大的潛力。兩國都有意擴大在資訊科技和金融方面的合作。

## 文化關係
由於阿塞拜疆和愛沙尼亞兩國都曾經是俄羅斯帝國和蘇聯的一部分，兩國早期已有文化方面的交流。愛沙尼亞十九世紀後期的圖書館藏有阿塞拜疆著名詩人被翻譯成德語的作品，而1978年愛沙尼亞報紙《斯卡拉》（Scala）亦刊登過這些作品。第一本阿塞拜疆語－愛沙尼亞語字典由V·馬梅多夫（Vidadi Mamedov）編制。 1990年起，阿塞拜疆主日學校（Azerbaijani Sunday school）在塔林設有分校，塔林亦有一所以阿塞拜疆學者命名的東方文化學院。